# 1787
Cette page concerne l'année 1787  du calendrier grégorien. Pour l'année 1787 av. J.-C., voir 1787 av. J.-C.
L'année 1787 est une année commune qui commence un lundi.

## Événements
- 30 janvier : tremblements de terre à Saint-Domingue[1].
- 4 février : répression de la révolte de Shays au Massachusetts[2].
- 8 avril : départ de Plymouth de 414 colons, dont 327 « Noirs » affranchis venus d’Amérique via la Grande-Bretagne, 27 Européens et 60 femmes blanches exilées pour la côte de la Sierra Leone, pour y créer une société chrétienne semblable à la société britannique, à l'initiative de Granville Sharp, fondateur d’un Comité de secours du Noir pauvre (1786)[3] ; 34 d'entre eux meurent pendant le voyage[4]. Le 15 mai, après avoir négocié l'achat d'un territoire au roi temné Tom, ils fondent Granville Town sur le site de l'actuelle Freetown ; l’établissement est incendié par le roi Jimmy en 1790. En 1792, l'arrivée de 1 200 Loyalistes noirs de Nouvelle-Écosse permet la fondation de Freetown[3].
- 15 avril, Japon : Ienari Tokugawa devient shogun (fin en 1837)[5].
- 23 avril : tremblements de terre à Saint-Domingue[1].
- 3 mai : fondation de l'Audiencia de Cuzco[6].
- 13 mai : départ de Portsmouth pour l'Australie d’une flotte de onze navires de convicts (forçats), commandée par le capitaine Arthur Phillip[7].
- 20-22 mai : une grave famine provoque de émeutes du riz à Edo au Japon[8].
- 22 mai : fondation à Londres par Thomas Clarkson et Granville Sharp de la Society for Effecting the Abolition of the Slave Trade (Société pour l'abolition de la traite des esclaves)[9], soutenue entre autres par John Wesley et Josiah Wedgwood.
- 25 mai : début de la réunion d'une convention constitutionnelle à Philadelphie, aux États-Unis (fin le 17 septembre)[10].
- 13 juillet : le Congrès américain signe l'Ordonnance du Nord-Ouest, accélérant l’expansion vers l’ouest, au nord du fleuve Ohio[11].
- 17 septembre : adoption de la Constitution des États-Unis d'Amérique, rédigée par Thomas Jefferson, une des plus anciennes Constitutions du monde[10].
- 28 novembre : traité conclu à Versailles entre Louis XVI et Nguyễn Anh, souverain de la Cochinchine en exil, octroyant au royaume de France un monopôle sur le commerce extérieur du royaume et la concession du port de Tourane et des îles Poulo Condor en échange d'une aide militaire pour reconquérir son royaume[12].
- Madagascar : début du règne de Andrianampoinimerina (ou Nampoina, né vers 1740), roi de l’Imerina (fin en 1810). Il prend le pouvoir avec l’appui des « douze compagnons », représentant les principaux hova d’Ambohimanga, un des royaumes de l’Imerina[13]. Le traité d’Ambatobe, signé avec les deux autres rois mérinas, assure aux populations une paix de sept ans. Nampoina en profite pour construire sur ses frontières nord une ceinture de villages fortifiés occupés par des paysans soldats et constitue une armée puissante à laquelle il fournit des fusils. Le royaume imérina tente d'unifier l'île de Madagascar. En 1787, il ne s’étend que sur un rayon de trente kilomètres autour de Tananarive[14].
- Révolte à Taïwan (1787-1788)[15].

### Europe
- 1er janvier : diplômes de Joseph II révisant la constitution des Pays-Bas autrichiens. En réaction, les États de Brabant refusent de consentir l’impôt (23 avril)[16]. Joseph II réplique par la dissolution des états.
- 11 janvier : traité de commerce entre la Russie et la France négocié par le comte Philippe Henri de Ségur[17].
- 13 janvier : révision du code pénal de Marie-Thérèse. La peine de mort est abolie, sauf pour les cours martiales[18]. Les dernières lois contre la sorcellerie sont abolies.
- 18 janvier : début du voyage de Catherine II de Russie en Crimée[19].

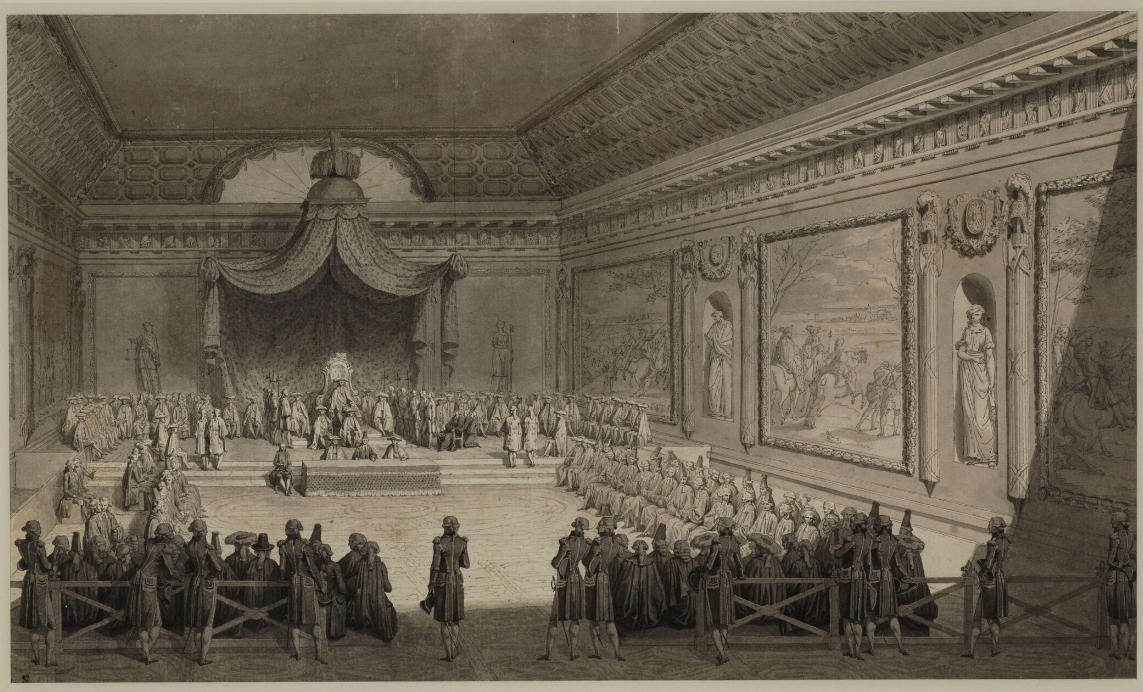
22 février-25 mai : assemblée des notables

- 22 février-25 mai : réunion de l’assemblée des notables en France[20].
- 1er mai : publication du Code civil de Joseph II[18] ; mariage civil, principe de l’égalité judiciaire.

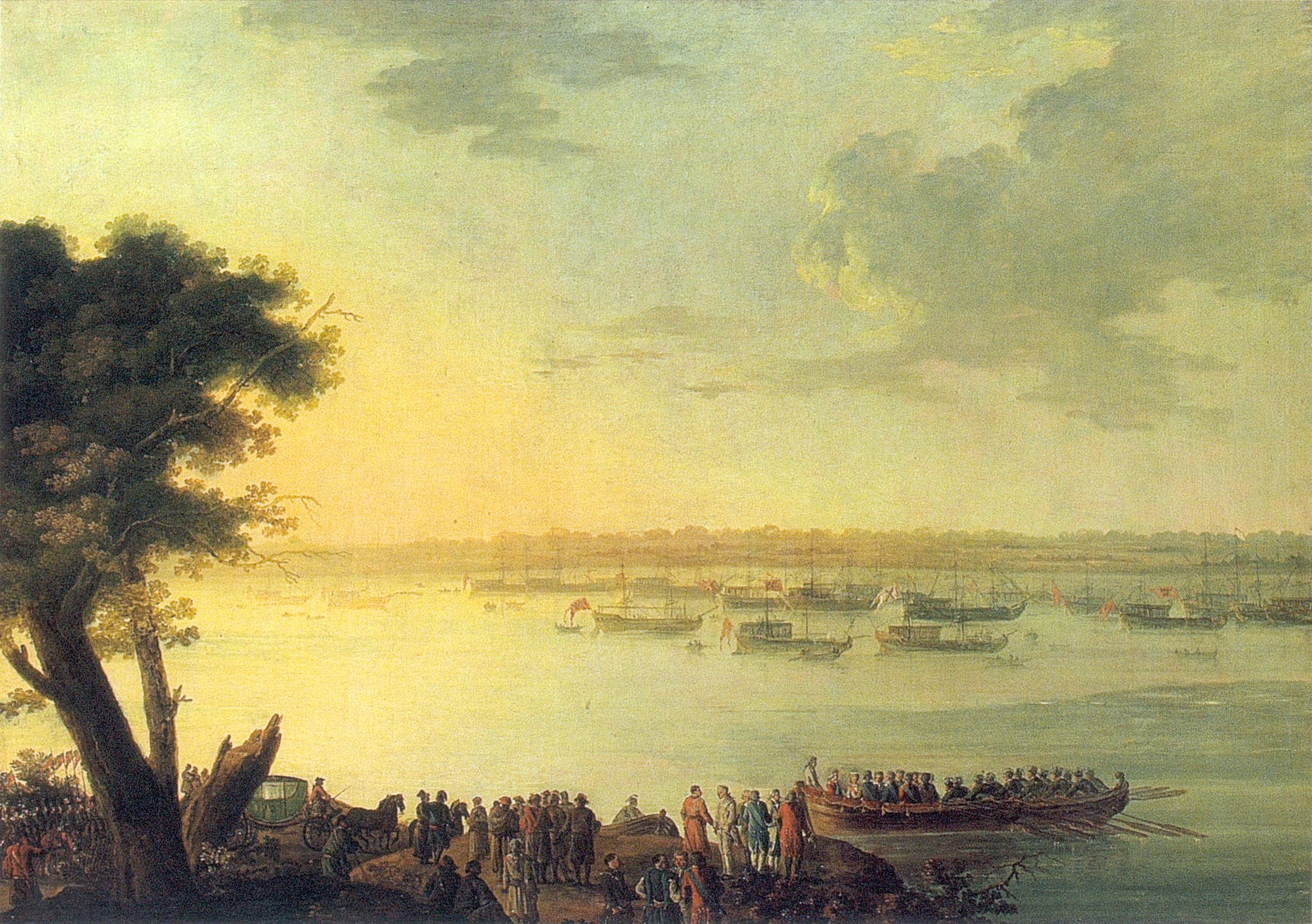
Juin 1787 : Catherine II de Russie quitte Kaniev

- 6 mai : entrevue de Kaniev, sur le Dniepr, entre Catherine II de Russie et le roi Stanislas II de Pologne[19]. Il n’obtient aucun allègement de la domination russe en Pologne.
- 9 mai : les milices patriotes des Provinces-Unies mettent en déroute une petite armée orangiste, en route vers Amsterdam, près d’Utrecht[21].
- 20 mai : fondation de Iekaterinoslav, sur le Dniepr[22].
- 23 mai : entrevue de Kherson entre Catherine II de Russie et Joseph II avec Potemkine[19].
- 28 mai : révolution des « Patriotes ». De nouveaux conseils sont élus au printemps aux Provinces-Unies d’après un règlement qui avait notablement élargi le corps électoral. Les conseils, spécialement ceux de Rotterdam et d’Amsterdam, décident la destitution du stathouder. Des émeutes anti-orangistes éclatent à Amsterdam le 28 mai et les jours suivants[21].
- 28 juin : la révolution des « Patriotes » tourne à la guerre civile durant l’été. La princesse Wilhelmina, femme de Guillaume V d'Orange-Nassau, qui tentait de se rendre à La Haye pour rallier les orangistes, est arrêtée près de Gouda par les patriotes, ce qui provoque l’indignation de son frère Frédéric-Guillaume II de Prusse[21].
- 11 juillet - 8 août : agitation à Louvain, à Anvers et à Malines contre l’occupation autrichienne (révolution brabançonne)[23]. Le soulèvement entraîne le retrait des troupes autrichiennes des Pays-Bas autrichiens en 1789.
- 26 juillet (15 juillet du calendrier julien) : les Ottomans envoient un ultimatum à la Russie, demandant le rappel des consuls russes de Bucarest et de Iași, l’abandon de la Géorgie et le droit de visite turque sur les navires russes en mer Noire[24]. Les Russes refusent l’ultimatum et la guerre est déclenchée en février 1788.
- 10 août : l'empire ottoman déclare la guerre à la Russie[19]. Début de la deuxième guerre russo-turque (fin en 1792). Potemkine, devient commandant en chef des troupes russes.
- 13 septembre : après deux ultimatums, les troupes prussiennes commandées par le duc de Brunswick entrent dans la République des Provinces-Unies, battent les armées patriotes et rétablissent le stadhouder (18 septembre) avec des pouvoirs accrus (Acte de garantie du 3 juillet 1788)[21]. La France, vers laquelle s’étaient tournés les patriotes, ne réagit à cause de la situation politique du royaume. Environ 40 000 patriotes fuient la répression.

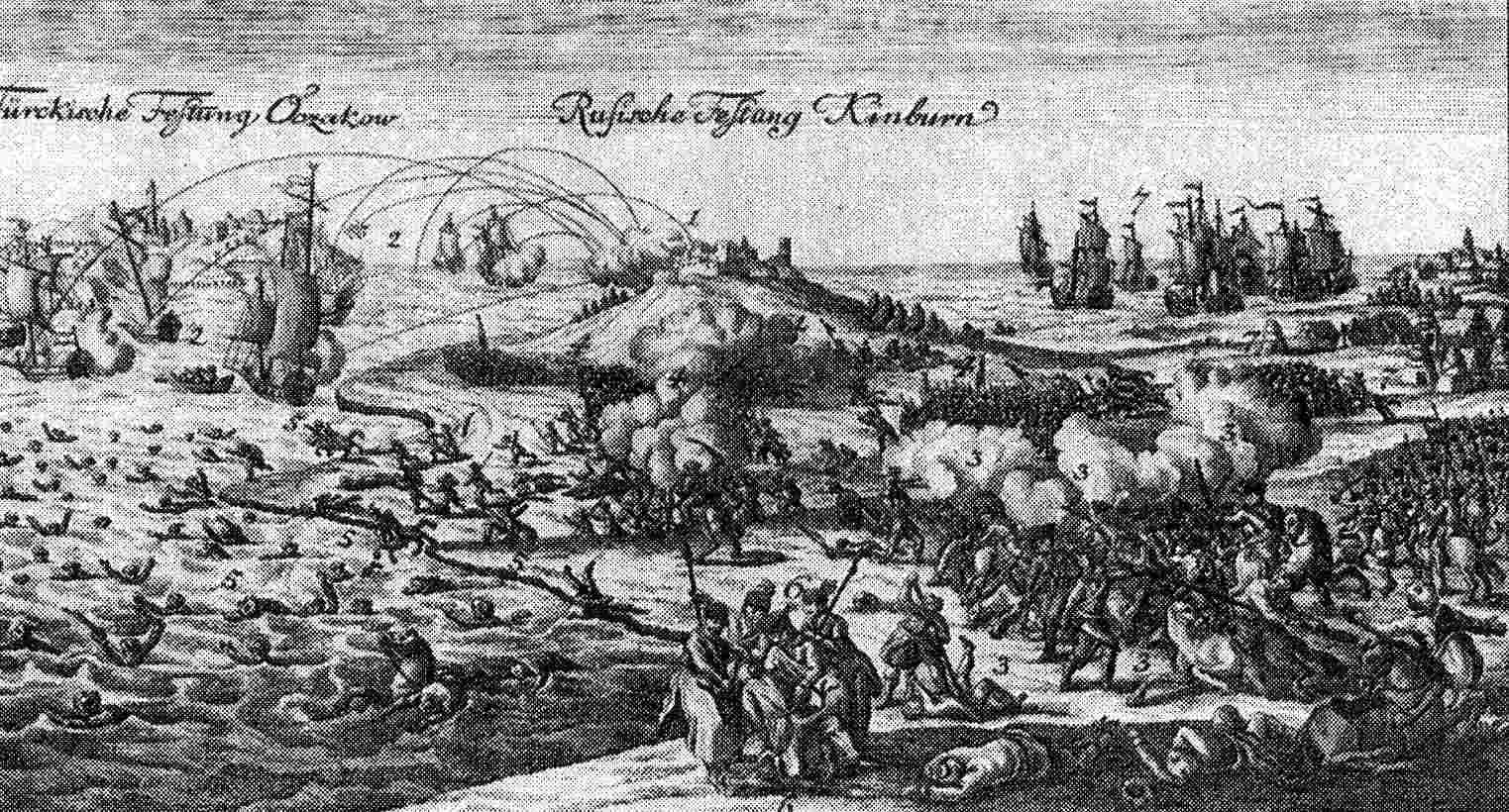
Bataille de Kinburn.

- 12 octobre (1er octobre du calendrier julien) : Alexandre Souvorov est victorieux des Turcs à la bataille de Kinburn[19].
- 7 novembre : Louis XVI signe un édit qui consacre juridiquement la présence des protestants dans la société française[25].
- 2 - 3 décembre : échec d'une tentative autrichienne de s'emparer de Belgrade par surprise[26].

- Création d’une Compagnie des Indes basée sur Trieste par Joseph II[27].
- Nouveau cadastre en Autriche, complétant celui de 1751[28].

## Naissances en 1787
- 16 janvier : François-Joseph Heim, peintre français († 30 septembre 1865).
- 24 janvier : Christian Ludwig Brehm, ornithologue allemand († 23 juin 1864).
- 6 février : Giacomo Conca, peintre italien († 9 mars 1852).
- 8 février : Théodore de Jolimont, peintre et lithographe français († 27 octobre 1854).
- 17 février : José Clemente Pereira, magistrat et homme politique luso-brésilien († 10 mars 1854).
- 10 mars : William Etty, peintre britannique († 13 novembre 1849).
- 14 mars : Tharrawaddy Min, roi de Birmanie († 17 novembre 1846).
- Casimir de Rochechouart de Mortemart, militaire, diplomate, et homme politique français du XIXe siècle († 1er janvier 1875).
- 28 mars :
  - Theodore Frelinghuysen, avocat et personnalité politique américaine († 12 avril 1862).
  - Claudius James Rich, voyageur, archéologue et anthropologue britannique du début du XIXe siècle († 5 octobre 1821).
- 8 avril : Dionisio Aguado, guitariste classique, pédagogue et compositeur espagnol († 29 décembre 1849).
- 10 avril : Giuseppe Bisi, peintre italien († 28 octobre 1869).
- 14 avril :
  - Charles-François Plantade, musicien français, fondateur de la Société des concerts du Conservatoire et de la Société des auteurs et compositeurs de musique († 26 mai 1870).
  - Jean-Victor Schnetz, peintre français († 15 mars 1870).
- 28 avril : Jean Raikem, homme d’État belge († 24 janvier 1875).
- 7 juin : William Conybeare géologue et paléontologue britannique († 12 août 1857).
- 10 juin : George Henry Harlow, peintre britannique († 4 février 1819).
- 11 juin : Manuel Dorrego, militaire et homme politique espagnol puis argentin († 13 décembre 1828).
- 7 juillet : César Malan, enseignant,  pasteur protestant et compositeur de cantiques né en République de Genève († 8 mai 1864).
- 27 juillet : Vincenzo Chialli, peintre italien († 24 septembre 1840).
- 5 août : Carl Joseph Anton Mittermaier, juriste, professeur, éditeur et homme politique allemand († 28 août 1867).
- 26 août : Jacques Auguste Regnier, peintre d'histoire et paysagiste français († 2 juin 1860).
- 6 septembre :
  - Salvatore Viale, poète corse, premier à utiliser la langue corse dans une œuvre littéraire († 23 novembre 1861).
  - Émilie de Rodat, religieuse française, fondatrice de la congrégation des Sœurs de la Sainte-Famille († 19 septembre 1852).
- 15 septembre : André Jolivard, peintre paysagiste français († 8 décembre 1851).
- 18 septembre : Johann David Passavant, peintre, conservateur de musée et historien de l'art allemand († 17 août 1861).
- 25 septembre : Fortunato Duranti, peintre italien et collectionneur d'art († 7 février 1863).
- 4 octobre : François Guizot, historien et homme politique français († 12 septembre 1874).
- 14 octobre : Adolf Hartwig Heinrich von Bülow, fonctionnaire allemand († 11 décembre 1816).
- 30 octobre : Louis-Jacques-Maurice de Bonald, futur archevêque de Lyon († 25 février 1870).
- 18 novembre : Louis Daguerre, peintre et inventeur de la photographie français († 10 juillet 1851).
- 25 novembre : Franz Xaver Gruber, maître d'école primaire et organiste autrichien († 17 juin 1863).
- ? novembre : Jean Desfossés, homme politique canadien († 21 avril 1854).
- 4 décembre : Tommaso Minardi, peintre italien († 12 janvier 1871).
- 12 décembre : Xavier Sigalon, peintre romantique français († 9 août 1837).
- Date précise inconnue :
  - François Étienne Victor de Clinchamp, peintre français († 22 septembre 1880).
  - Baba Sadayoshi, interprète et érudit en sciences hollandaises ((Rangaku) japonais († 12 septembre 1822).
  - François Souchon, peintre français († 5 avril 1857).
  - Onofrio Zanotti, peintre italien de l'école bolonaise († 1861).

## Décès en 1787
- 12 février : Jean-Rodolphe Sinner de Ballaigues, écrivain suisse et bibliothécaire de la ville de Berne (° 22 mai 1730).
- 13 février :
  - Charles Gravier, comte de Vergennes, diplomate et homme d'État français (° 29 décembre 1719).
  - Ruđer Josip Bošković, physicien, mathématicien et astronome de Raguse (° 18 mai 1711).
- 21 février : Antonio Rodríguez de Hita, organiste, maître de chapelle et auteur de traités musicaux espagnol (° 18 janvier 1722).
- 10 mai : William Watson physicien et botaniste britannique (° 3 avril 1715).
- 28 mai : Leopold Mozart, violoniste et compositeur, père de Wolfgang Amadeus Mozart (° 14 novembre 1719).
- 18 juin : Géraud Valet de Réganhac, juriste et poète français (° 5 juin 1719).
- 26 juin : Pierre Lenfant, peintre français (° 26 août 1704).
- 5 août : Gerhoh Steigenberger, chanoine régulier de Saint-Augustin (° 24 avril 1741).
- 18 septembre : Louis-Gabriel Du Buat-Nançay, dramaturge, historien et écrivain politique français (° 2 mars 1732).
- 26 septembre : Johann Jakob Gessner, orientaliste et numismate suisse († 23 avril 1707).
- 30 octobre : Ferdinando Galiani, économiste italien (° 2 décembre 1728).
- 15 novembre : Christoph Willibald Gluck, compositeur allemand (° 2 juillet 1714).
- 12 décembre : Jean Valade, peintre et pastelliste français (° 1710).
- Date précise inconnue : Francesco Zugno, peintre italien (° vers 1709).